# El Rito (okrug Cibola, Novi Meksiko)
El Rito je naseljeno neuključeno područje u okrugu Ciboli u američkoj saveznoj državi Novom Meksiku. 
Ime je prikupio Američki geološki zavod između 1976. i 1981. u prvoj fazi prikupljenja zemljopisnih imena, a Informacijski sustav zemljopisnih imena (Geographic Names Information System) ga je unio u popis 13. studenoga 1980. godine.

## Zemljopis
Nalazi se na 34°59′57″N 107°18′00″W / 34.99917°N 107.30000°W